# Кингс-Иннс

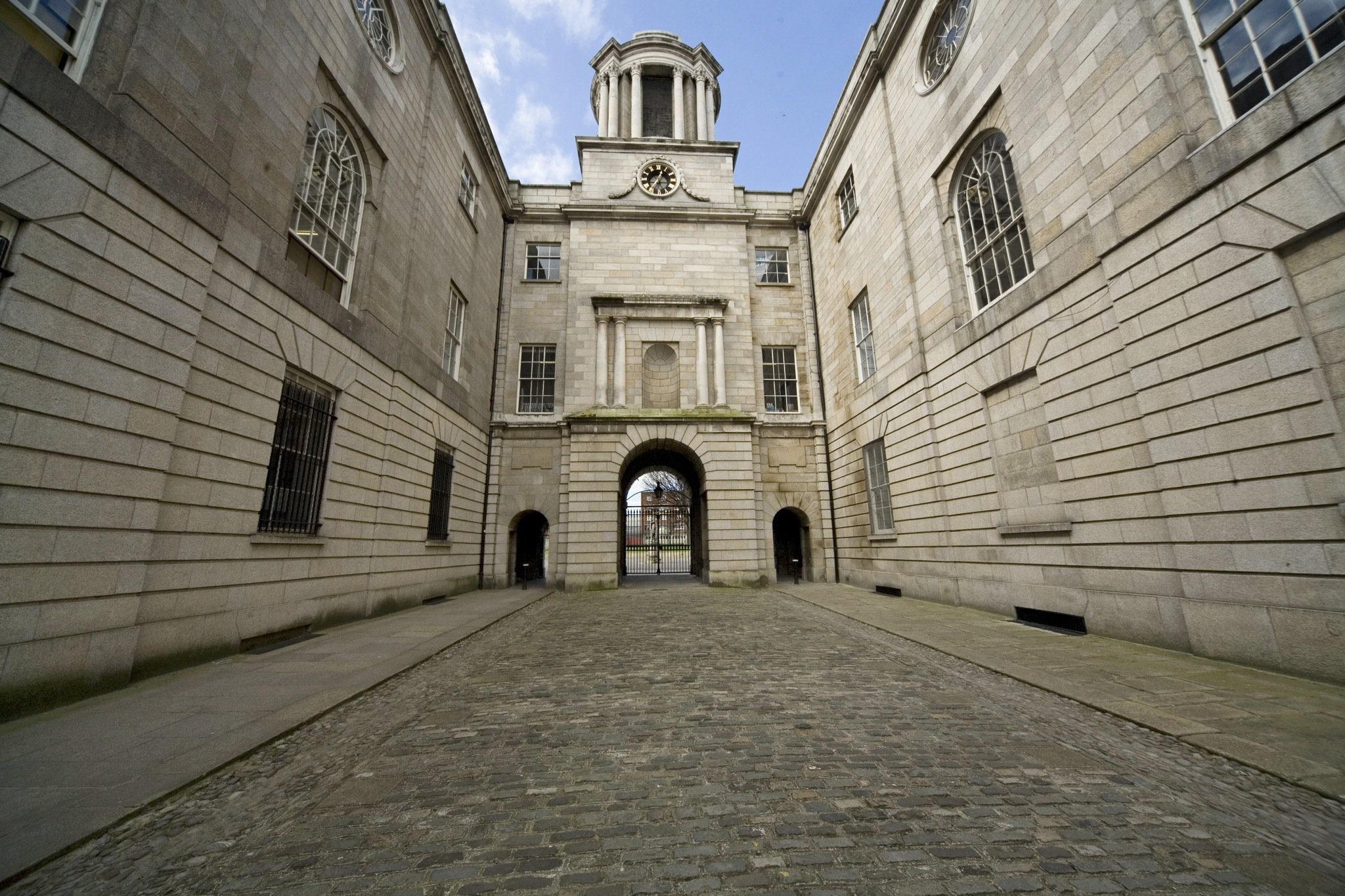
Двор здания Кингс-Иннс на Генриетта-стрит в Дублине

Кингс-Иннс (англ. King's Inns) — адвокатская палата в Ирландии. В отличие от Англии, где существуют четыре «инна», в Ирландии он только один, в Дублине. Здание Кингс-Иннса построено в классическом стиле.

## История
Адвокатское общество было создано в 1541 году, за 51 год до создания Тринити-колледжа. Основатели назвали свою палату в честь короля Генриха VIII.
Среди известных учеников Кингс-Иннса был Даниел О’Коннелл: и он, и его четверо сыновей, также обучавшихся здесь, стали впоследствии членами британского парламента.